# Río Kanhan
El río Kanhan es un importante afluente de la margen derecha del río Wainganga que drena una gran área al sur de la cordillera Satpura, en el centro de la India. A lo largo de sus 275 km recorre los estados indios de Maharashtra y Madhya Pradesh y recibe a su mayor afluente, el río Pench, una importante fuente de agua para la metrópoli de Nagpur.
Sorprendentemente, el Kanhan no aparece mencionado en la lista de 2001 de ríos notificados en Maharashtra, lo que ha dado lugar a una explotación sin restricciones en forma de extracción de arena a lo largo del lecho del río. Esa falta de reconocimiento de su presencia se ha considerado un intento deliberado de obtener beneficios económicos no regulados. En su cuenca también se han realizado explotaciones de carbón a gran escala en los últimos años. En la actualidad se están realizando esfuerzos para notificar el río y evitar más daños medioambientales. Esto se ha visto socavado por los planes de construcción de una presa. El río era perenne hasta hace unas décadas, pero ahora se seca en febrero de cada año.

## Curso

### En Madhya Pradesh
El Kanhan es el mayor afluente del río Wainganga, con 275 km. Nace en las estribaciones del sur de la cordillera Satpura en la región noroeste del distrito de Chhindwara. Fluyendo hacia el sur desde su origen, Damua es la primera ciudad que encuentra, cruzándola, donde existe una presa para controlar su caudal. A continuación, corre en dirección sur y sureste, serpenteando por el campo del distrito de Chhindwara, donde se ha aprovechado productivamente para el cultivo de algodón. El río llega a situarse a unos 5 km al sur del fuerte de Deogarh, donde recibe humildemente un insignificante afluente. Al llegar a la ciudad de Ramakona el río es cruzado por un puente de ferrocarril y otro de carretera que sirve de apoyo a la NH-26 B. Casi al final de su curso en Madhya Pradesh, en Razadi Borgaon, se une al río Jam, y durante una corta distancia marca la frontera con el estado colindante de Maharashtra.

### En Maharashtra
En Maharashtra, el río alcanza su mayor anchura en Kamptee, donde recibe al río Pench, un afluente por la orilla izquierda y el mayor. Otro afluente que lo aborda por su orilla derecha es el río Kolar, que procede de la presa de Kolar. El río llega luego al noreste de Nagpur, desde donde recibe los efluentes de la ciudad metropolitana que llegan por el río Nag. Un poco más lejos de Kamptee, fluye a lo largo de la ciudad de Kanhan (su etimología deriva del río). Junto a la ciudad hay una gran mina de carbón, una de las muchas situadas a lo largo de su cuenca. Desde ahí, el río fluye hacia el sureste y termina su curso uniéndose al Wainganga en la localidad de Ambora, en el distrito de Nagpur.

## Presa
Las actividades de extracción de arena tienen lugar a gran escala en el lecho del río Kanhan, lo que impide la construcción de grandes presas. La presa de Kochi es uno de los proyectos propuestos en el río Kanhan.

## Alrededores
La supercentral térmica de Mauda, la central térmica de Koradi y la central térmica de Khaparkheda están en las orillas del río Kanhan.
Las principales  ciudades y localidades a orillas del Kanhan son Mauda, Kamthi, Kanhan, Sausar, Hirdagarh y Damua.
Las carreteras NH-69 A, NH-26 B, NH-7, NH-6 son las principales carreteras nacionales que cruzan el río Kanhan.